# Cerasiocarpum zeylanicum
Cerasiocarpum zeylanicum là một loài thực vật có hoa trong họ Cucurbitaceae. Loài này được (Thwaites) C.B. Clarke mô tả khoa học đầu tiên năm 1879.